# Ramilândia
Ramilândia là một đô thị thuộc bang Paraná, Brasil. Đô thị này có diện tích 237,195 km², dân số năm 2007 là 4500 người, mật độ 16,8 người/km².